# Ballon d'or 1956
Navigation
Édition suivante
Le Ballon d'or 1956 est un trophée récompensant le meilleur footballeur d'un championnat européen ayant une nationalité européenne au cours de l'année civile 1956. Le Ballon d'or est attribué le 18 décembre 1956 à l'Anglais Stanley Matthews.
Il s'agit de la première édition de ce trophée mis en place par le magazine français France Football. Seize nations (un vote par nation) ont pris part au vote (Autriche, Belgique, Tchécoslovaquie, Angleterre, France, Hongrie, Italie, Pays-Bas, Portugal, Écosse, Espagne, Suisse, Suède, Turquie, Allemagne de l'Ouest et la Yougoslavie).
Stanley Matthews devance l'Espagnol Alfredo Di Stéfano et le Français Raymond Kopa, ces trois joueurs ont reçu de certains pays le maximum de points tout comme deux autres joueurs les Hongrois Ferenc Puskás (4e) et Sándor Kocsis (8e).
Matthews a remporté ce titre entre autres en raison de l'invincibilité de l'Angleterre cette année-là (dont une victoire contre le Brésil 4-2 en Angleterre) où il était titulaire et en raison de sa technique et de son talent (notamment en matière de dribble où il excellait) malgré son âge avancé puisqu'il avait 41 ans. À la seconde place, Alfredo Di Stéfano avait enlevé Coupe d'Europe des clubs avec le Real Madrid face au Stade de Reims de  Raymond Kopa.
Dans le top dix, on retrouve trois Hongrois évoluant au Budapest Honvéd : Ferenc Puskás, József Bozsik et Sándor Kocsis. Les pays de l'Est sont bien représentés cette année-là puisqu'apparaissent dans ce classement les Soviétiques Lev Yachine et Eduard Streltsov, les Bulgares Ivan Kolev et Stefan Boskov, et le Tchécoslovaque Břetislav Dolejší. On retrouve sinon au palmarès deux Espagnols vice-champions d'Espagne avec le FC Séville (Pepillo et Campanal), quatre Français (Raymond Kopa donc mais aussi Thadée Cisowski, Robert Jonquet et Roger Piantoni), deux Autrichiens (Ernst Ocwirk et Gerhard Hanappi), trois Anglais (Stanley Matthews, Billy Wright et Duncan Edwards), trois Italiens (Julinho d'origine brésilienne, Miguel Montuori et Juan Schiaffino) et enfin un Néerlandais (Kees Rijvers évoluant en France).

## Classement complet
| Rang | Nom                | Club                        | Nationalité      | Points |
| 1    | Stanley Matthews   | Blackpool FC                | Angleterre       | 47     |
| 2    | Alfredo Di Stéfano | Real Madrid                 | Espagne          | 44     |
| 3    | Raymond Kopa       | Stade de Reims/Real Madrid  | France           | 33     |
| 4    | Ferenc Puskás      | Budapest Honvéd             | Hongrie          | 32     |
| 5    | Lev Yachine        | Dynamo Moscou               | Union soviétique | 19     |
| 6    | József Bozsik      | Budapest Honvéd             | Hongrie          | 15     |
| 7    | Ernst Ocwirk       | Austria Vienne/UC Sampdoria | Autriche         | 9      |
| 8    | Sándor Kocsis      | Budapest Honvéd             | Hongrie          | 6      |
| 9    | Ivan Kolev         | CDNA Sofia                  | Bulgarie         | 4      |
| 9    | Thadée Cisowski    | RC Paris                    | France           | 4      |
| 9    | Billy Wright       | Wolverhampton WFC           | Angleterre       | 4      |
| 12   | Julinho            | AC Fiorentina               | Italie           | 3      |
| 13   | Stefan Boskov      | CDNA Sofia                  | Bulgarie         | 2      |
| 13   | Duncan Edwards     | Manchester United           | Angleterre       | 2      |
| 13   | Gerhard Hanappi    | Rapid Vienne                | Autriche         | 2      |
| 13   | Robert Jonquet     | Stade de Reims              | France           | 2      |
| 13   | Miguel Montuori    | AC Fiorentina               | Italie           | 2      |
| 13   | Pepillo II         | FC Séville                  | Espagne          | 2      |
| 13   | Juan Schiaffino    | AC Milan                    | Italie           | 2      |
| 13   | Eduard Streltsov   | Torpedo Moscou              | Union soviétique | 2      |
| 21   | Campanal           | FC Séville                  | Espagne          | 1      |
| 21   | Břetislav Dolejší  | Dukla Prague                | Tchécoslovaquie  | 1      |
| 21   | Roger Piantoni     | Football Club de Nancy      | France           | 1      |
| 21   | Kees Rijvers       | AS Saint-Étienne            | Pays-Bas         | 1      |